# 풍양초등학교 (전남)
풍양초등학교는 대한민국 전라남도 고흥군 풍양면 야막리에 있는 공립 초등학교이다.

## 학교 연혁
- 1928년 9월 30일 고읍공립보통학교 개교
- 1937년 3월 30일 풍양공립보통학교 개명
- 1938년 4월 1일 야막리(현재 위치)로 교사 이전
- 1938년 4월 1일 풍양공립심상소학교로 개칭
- 1941년 4월 1일 풍양공립국민학교로 개칭
- 1981년 3월 1일 병설유치원 개원
- 1992년 3월 1일 매곡분교장 통폐합
- 1996년 3월 1일 풍양초등학교로 개칭
- 1999년 3월 1일 고옥분교장舊 풍양서초등학교 본교로 편입
- 2008년 3월 1일 고옥분교장 통폐합
- 2019년 3월 1일 제34대 박유미 교장 부임
- 2020년 2월 12일 제91회 7명 졸업(총8,234명)

## 참고 자료
- 풍양초등학교 - 한국교육학술정보원 학교알리미